# Spelaeomysis bottazzii
Spelaeomysis bottazzii is een kreeftachtigensoort uit de familie van de Lepidomysidae. De wetenschappelijke naam van de soort is voor het eerst geldig gepubliceerd in 1924 door Caroli.